# Copa União 1988
Die Copa União 1988 war die 32. Spielzeit der höchsten brasilianischen Fußballliga, der Série A.

## Saisonverlauf
Die Série A startete am 2. September 1988 in ihre neue Saison und endete am 19. Februar 1989. Die Meisterschaft wurde vom nationalen Verband CBF ausgerichtet. Nach der Chaossaison 1987 wurde die Meisterschaft ohne Aufsteiger aus der Série B gestartet.

### Modus
Punktevergabe: In den Vorrunden bekam eine Mannschaft für einen Sieg drei Punkte. Bei einem Unentschieden nach der regulären Spielzeit wurde ein Elfmeterschießen ausgetragen. Der Sieger hieraus erhielt zwei Punkte. Der Verlierer des Elfmeterschießens bekam noch einen Punkt. Diese Regelung entfiel ab dem Viertelfinale.
1. Runde: Die Mannschaften wurden in zwei Gruppen aufgeteilt. Zunächst spielten alle Mannschaften einmal gegen die Mannschaften der anderen Gruppe, also A gegen B. Die besten zwei Clubs qualifizierten sich für das Viertelfinale.
2. Runde: Nunmehr spielten die Vereine gegen die Clubs aus der eigenen Gruppen jeweils einmal gegeneinander. Aus Gruppe A qualifizierten sich die beiden Punktbesten für das Viertelfinale, die sich in der ersten Runde noch qualifiziert hatten. In der Gruppe B traf selbiges auf nur eine Mannschaft zu.
Zwischentabelle: Aus den Ergebnissen aller Spiele der ersten und zweiten Runde wurde eine Tabelle gebildet. Der Punktbeste noch nicht qualifizierte Verein zog als letzter Teilnehmer ins Viertelfinale ein. Die letzten vier Mannschaften wurden als Absteiger in die nächste Saison festgelegt.
Gesamttabelle: Aus den Ergebnissen aller Spiele wurde eine Gesamttabelle gebildet.
Nach der Saison wurden wie jedes Jahr Auszeichnungen an die besten Spieler des Jahres vergeben. Der „Goldene Ball“, vergeben von der Sportzeitschrift Placar, ging an Cláudio Taffarel vom SC Internacional. Torschützenkönige wurde Nílson Esídio Mora mit 15 Treffern vom SC Internacional.

## 1. Runde
Gruppe A
| Rang | Verein               | Sp. | S | E-S | E-N | N | Tore  | Diff. | Punkte |
| ---- | -------------------- | --- | - | --- | --- | - | ----- | ----- | ------ |
| 01.  | Fluminense FC        | 12  | 7 | 2   | 2   | 1 | 15:5  | + 10  | 27     |
| 02.  | SC Internacional     | 12  | 6 | 4   | 1   | 1 | 18:8  | + 10  | 27     |
| 03.  | Portuguesa           | 12  | 6 | 2   | 2   | 2 | 17:11 | + 6   | 24     |
| 04.  | Atlético Mineiro     | 12  | 6 | 2   | 1   | 3 | 10:8  | + 2   | 23     |
| 05.  | CR Flamengo          | 12  | 5 | 3   | 2   | 2 | 18:10 | + 8   | 23     |
| 06.  | FC São Paulo         | 12  | 6 | 0   | 2   | 4 | 7:8   | - 1   | 20     |
| 07.  | Sport Recife (M)     | 12  | 4 | 3   | 2   | 3 | 10:10 | 0     | 20     |
| 08.  | EC Vitória           | 12  | 4 | 3   | 0   | 5 | 10:13 | - 3   | 18     |
| 09.  | Goiás EC             | 12  | 3 | 4   | 1   | 4 | 9:12  | - 3   | 18     |
| 10.  | Athletico Paranaense | 12  | 2 | 2   | 5   | 3 | 9:10  | - 1   | 16     |
| 11.  | SE Palmeiras         | 12  | 3 | 2   | 3   | 4 | 10:9  | + 1   | 15     |
| 12.  | Bangu AC             | 12  | 3 | 2   | 2   | 5 | 8:10  | - 2   | 15     |

| (M) | Meister des Vorjahres |

Gruppe B
| Rang | Verein           | Sp. | S | E-S | E-N | N | Tore  | Diff. | Punkte |
| ---- | ---------------- | --- | - | --- | --- | - | ----- | ----- | ------ |
| 01.  | CR Vasco da Gama | 12  | 7 | 3   | 0   | 2 | 19:11 | + 8   | 27     |
| 02.  | Grêmio FBPA      | 12  | 7 | 0   | 3   | 2 | 15:5  | + 10  | 24     |
| 03.  | EC Bahia         | 12  | 5 | 3   | 2   | 2 | 12:11 | + 1   | 23     |
| 04.  | Guarani FC       | 12  | 5 | 2   | 3   | 2 | 10:9  | + 1   | 22     |
| 05.  | Coritiba FC      | 12  | 3 | 3   | 1   | 5 | 8:11  | - 3   | 16     |
| 06.  | Santa Cruz FC    | 12  | 3 | 3   | 0   | 6 | 11:15 | - 5   | 15     |
| 07.  | FC Santos        | 12  | 3 | 1   | 3   | 5 | 10:9  | + 1   | 14     |
| 08.  | Botafogo FR      | 12  | 2 | 2   | 2   | 6 | 8:13  | - 5   | 12     |
| 09.  | Cruzeiro EC      | 12  | 2 | 0   | 5   | 5 | 10:15 | - 5   | 11     |
| 10.  | SC Corinthians   | 12  | 1 | 2   | 3   | 6 | 6:13  | - 7   | 10     |
| 11.  | Criciúma EC      | 12  | 1 | 0   | 3   | 8 | 5:16  | - 11  | 6      |
| 12.  | America FC (RJ)  | 12  | 1 | 0   | 3   | 8 | 4:16  | - 12  | 6      |

## 2. Runde
Gruppe A
| Rang | Verein               | Sp. | S | E-S | E-N | N | Tore  | Diff. | Punkte |
| ---- | -------------------- | --- | - | --- | --- | - | ----- | ----- | ------ |
| 01.  | Sport Recife (M)     | 11  | 5 | 3   | 0   | 3 | 10:10 | 0     | 21     |
| 02.  | CR Flamengo          | 11  | 6 | 0   | 2   | 3 | 14:9  | + 5   | 20     |
| 03.  | Portuguesa           | 11  | 6 | 0   | 1   | 4 | 11:10 | + 1   | 19     |
| 04.  | SC Internacional     | 11  | 4 | 2   | 3   | 2 | 17:15 | + 2   | 19     |
| 05.  | FC São Paulo         | 11  | 3 | 4   | 2   | 2 | 14:10 | + 8   | 19     |
| 06.  | Atlético Mineiro     | 11  | 1 | 4   | 3   | 2 | 12:14 | - 2   | 17     |
| 07.  | SE Palmeiras         | 11  | 3 | 2   | 3   | 3 | 9:8   | + 1   | 16     |
| 08.  | Goiás EC             | 11  | 2 | 4   | 2   | 3 | 12:9  | + 3   | 16     |
| 09.  | Athletico Paranaense | 11  | 2 | 3   | 3   | 3 | 8:8   | 0     | 15     |
| 10.  | Bangu AC             | 11  | 1 | 4   | 2   | 4 | 7:12  | - 5   | 13     |
| 11.  | EC Vitória           | 11  | 3 | 0   | 3   | 5 | 11:17 | - 6   | 12     |
| 12.  | Fluminense FC        | 11  | 2 | 1   | 3   | 5 | 9:12  | - 3   | 11     |

| (M) | Meister des Vorjahres |

Gruppe B
| Rang | Verein           | Sp. | S | E-S | E-N | N | Tore  | Diff. | Punkte |
| ---- | ---------------- | --- | - | --- | --- | - | ----- | ----- | ------ |
| 01.  | CR Vasco da Gama | 11  | 6 | 4   | 1   | 0 | 15:3  | + 12  | 27     |
| 02.  | Cruzeiro EC      | 11  | 6 | 1   | 3   | 1 | 16:6  | + 10  | 23     |
| 03.  | SC Corinthians   | 11  | 5 | 3   | 1   | 2 | 15:9  | + 6   | 22     |
| 04.  | EC Bahia         | 11  | 6 | 1   | 1   | 3 | 16:9  | + 7   | 21     |
| 05.  | Coritiba FC      | 11  | 5 | 2   | 1   | 3 | 12:6  | + 6   | 20     |
| 06.  | Botafogo FR      | 11  | 5 | 1   | 2   | 3 | 9:9   | 0     | 19     |
| 07.  | FC Santos        | 11  | 4 | 2   | 1   | 4 | 9:16  | - 7   | 17     |
| 08.  | Santa Cruz FC    | 11  | 2 | 2   | 2   | 5 | 8:13  | - 5   | 12     |
| 09.  | Grêmio FBPA      | 11  | 2 | 2   | 2   | 5 | 10:17 | - 2   | 12     |
| 10.  | Guarani FC       | 11  | 2 | 0   | 4   | 5 | 10:13 | - 3   | 10     |
| 11.  | Criciúma EC      | 11  | 0 | 3   | 2   | 6 | 7:18  | - 11  | 8      |
| 12.  | America FC (RJ)  | 11  | 1 | 1   | 2   | 7 | 7:15  | - 8   | 7      |

## Zwischentabelle
Die Tabelle diente zur Ermittlung des letzten Achtelfinal Qualifikanten sowie der vier Absteiger.
| Rang | Verein               | Sp. | S  | E-S | E-N | N  | Tore  | Diff. | Punkte |
| ---- | -------------------- | --- | -- | --- | --- | -- | ----- | ----- | ------ |
| 01.  | CR Vasco da Gama     | 23  | 13 | 7   | 1   | 2  | 34:14 | + 10  | 54     |
| 02.  | SC Internacional     | 23  | 10 | 6   | 4   | 3  | 35:23 | + 12  | 46     |
| 03.  | EC Bahia             | 23  | 11 | 4   | 3   | 5  | 28:20 | + 8   | 44     |
| 04.  | Portuguesa           | 23  | 12 | 2   | 3   | 6  | 28:21 | + 7   | 43     |
| 05.  | CR Flamengo          | 23  | 11 | 3   | 4   | 5  | 32:19 | + 13  | 43     |
| 06.  | Sport Recife (M)     | 23  | 9  | 6   | 2   | 6  | 20:20 | 0     | 41     |
| 07.  | Atlético Mineiro     | 23  | 8  | 6   | 4   | 5  | 22:22 | 0     | 40     |
| 08.  | FC São Paulo         | 23  | 9  | 4   | 4   | 6  | 21:18 | + 3   | 39     |
| 09.  | Fluminense FC        | 23  | 9  | 3   | 5   | 6  | 24:17 | + 7   | 38     |
| 10.  | Grêmio FBPA          | 23  | 9  | 2   | 5   | 7  | 25:22 | + 3   | 36     |
| 11.  | Coritiba FC          | 23  | 8  | 5   | 2   | 8  | 20:17 | + 3   | 36     |
| 12.  | Cruzeiro EC          | 23  | 8  | 1   | 8   | 7  | 26:21 | + 5   | 34     |
| 13.  | Goiás EC             | 23  | 5  | 8   | 3   | 7  | 21:21 | 0     | 34     |
| 14.  | Guarani FC           | 23  | 7  | 2   | 7   | 7  | 20:22 | - 2   | 32     |
| 15.  | SC Corinthians       | 23  | 6  | 5   | 4   | 8  | 21:22 | - 1   | 32     |
| 16.  | SE Palmeiras         | 23  | 7  | 3   | 4   | 9  | 21:22 | - 1   | 31     |
| 17.  | Botafogo FR          | 23  | 7  | 3   | 4   | 9  | 17:22 | - 5   | 31     |
| 18.  | FC Santos            | 23  | 7  | 3   | 4   | 9  | 19:25 | - 6   | 31     |
| 19.  | Athletico Paranaense | 23  | 5  | 5   | 6   | 7  | 18:17 | + 1   | 31     |
| 20.  | EC Vitória           | 23  | 7  | 3   | 3   | 10 | 21:30 | - 9   | 30     |
| 21.  | Bangu AC             | 23  | 4  | 6   | 4   | 9  | 15:22 | - 7   | 28     |
| 22.  | Santa Cruz FC        | 23  | 5  | 5   | 1   | 11 | 19:28 | - 9   | 27     |
| 23.  | Criciúma EC          | 23  | 1  | 3   | 5   | 14 | 12:34 | - 22  | 14     |
| 24.  | America FC (RJ)      | 23  | 2  | 1   | 5   | 15 | 11:31 | - 20  | 13     |

| (M) | Meister des Vorjahres |

## KO-Runde

### Viertelfinale
|               | Gesamt    |                  | Hinspiel | Rückspiel |
| ------------- | --------- | ---------------- | -------- | --------- |
| Fluminense FC | 4:2       | CR Vasco da Gama | 1:0      | 3:2       |
| Sport Recife  | (a)1:1(a) | EC Bahia         | 1:1      | 0:0       |
| Grêmio FBPA   | 1:0       | CR Flamengo      | 0:0      | 1:0       |
| Cruzeiro EC   | 0:2       | SC Internacional | 0:0      | 0:2       |

### Halbfinale
|               | Gesamt |                  | Hinspiel | Rückspiel |
| ------------- | ------ | ---------------- | -------- | --------- |
| Fluminense FC | 1:2    | EC Bahia         | 0:0      | 1:2       |
| Grêmio FBPA   | 1:2    | SC Internacional | 0:0      | 1:2       |

## Finale

### Hinspiel
| EC Bahia                                                  | EC Bahia | SC Internacional | SC Internacional |
| --------------------------------------------------------- | --- | --- | ---------------- |
| EC Bahia                                                  | \| 15. Februar 1989 in Salvador (Bahia) (Estádio Fonte Nova) \| \| Ergebnis: 2:1 (1:1) \| \| Zuschauer: 90.508 \| \| Schiedsrichter: Romualdo Arppi Filho \| | \| 15. Februar 1989 in Salvador (Bahia) (Estádio Fonte Nova) \| \| Ergebnis: 2:1 (1:1) \| \| Zuschauer: 90.508 \| \| Schiedsrichter: Romualdo Arppi Filho \|                                 | SC Internacional |
| EC Bahia                                                  | Ronaldo, Tarantini, João Marcelo, Claudir, Edinho, Paulo, Zé Carlos, Bobô, Osmar, Charles Fabian (Sandro), Marquinhos Cheftrainer: Evaristo de Macedo        | Cláudio Taffarel, Luís Carlos Winck (Diego Aguirre), Óscar Aguirregaray, Nenê, João Luís, Norberto, Luís Carlos Martins, Leomir, Maurício (Heider), Nílson, Edu Lima Cheftrainer: Abel Braga | SC Internacional |
| EC Bahia                                                  | 1:1 Bobô (36.) 2:1 Bobô (50.) | 0:1 Leomir (19.) | SC Internacional |
| EC Bahia                                                  | Claudir | | SC Internacional |
| EC Bahia                                                  | Nenê | | SC Internacional |
| 15. Februar 1989 in Salvador (Bahia) (Estádio Fonte Nova) | | |                  |
| Ergebnis: 2:1 (1:1)                                       | | |                  |
| Zuschauer: 90.508                                         | | |                  |
| Schiedsrichter: Romualdo Arppi Filho                      | | |                  |

### Rückspiel
| SC Internacional                                     | SC Internacional | EC Bahia | EC Bahia |
| ---------------------------------------------------- | --- | --- | -------- |
| SC Internacional                                     | \| 19. Februar 1989 in Porto Alegre (Estádio Beira-Rio) \| \| Ergebnis: 0:0 \| \| Zuschauer: 79.598 \| \| Schiedsrichter: Dulcídio Wanderley Boschilia \|                                                        | \| 19. Februar 1989 in Porto Alegre (Estádio Beira-Rio) \| \| Ergebnis: 0:0 \| \| Zuschauer: 79.598 \| \| Schiedsrichter: Dulcídio Wanderley Boschilia \|                   | EC Bahia |
| SC Internacional                                     | Cláudio Taffarel, Luís Carlos Winck, Óscar Aguirregaray, Norton, Casemiro Mior, Norberto, Luís Carlos Martins, Luís Fernando Flores, Maurício (Heider), Nílson, Edu Lima (Diego Aguirre) Cheftrainer: Abel Braga | Ronaldo, Tarantini, João Marcelo, Claudir (Newmar), Paulo Róbson, Paulo, Zé Carlos, Bobô (Osmar), Gil Sergipano, Charles Fabian, Marquinhos Cheftrainer: Evaristo de Macedo | EC Bahia |
| SC Internacional                                     | Norberto, Edu Lima | João Marcelo, Paulo Rodrigues | EC Bahia |
| 19. Februar 1989 in Porto Alegre (Estádio Beira-Rio) | | |          |
| Ergebnis: 0:0                                        | | |          |
| Zuschauer: 79.598                                    | | |          |
| Schiedsrichter: Dulcídio Wanderley Boschilia         | | |          |

## Abschlusstabelle
Die Tabelle diente lediglich zur Feststellung der Platzierung der einzelnen Mannschaften in der Saison. Sie setzt sich zusammen aus allen ausgetragenen Spielen. In der Sortierung hat das Erreichen der jeweiligen Finalphase Vorrang vor den erzielten Punkten.
| Rang | Verein               | Sp. | S  | E-S | E-N | N  | Tore  | Diff. | Punkte |
| ---- | -------------------- | --- | -- | --- | --- | -- | ----- | ----- | ------ |
| 01.  | EC Bahia             | 29  | 13 | 4   | 3   | 5  | 33:23 | + 10  | 56     |
| 02.  | SC Internacional     | 29  | 12 | 6   | 4   | 4  | 40:26 | + 14  | 55     |
| 03.  | Fluminense FC        | 27  | 10 | 3   | 5   | 8  | 27:21 | + 9   | 42     |
| 04.  | Grêmio FBPA          | 27  | 10 | 2   | 5   | 8  | 27:24 | + 3   | 41     |
| 05.  | CR Vasco da Gama     | 25  | 14 | 7   | 1   | 3  | 36:16 | + 20  | 57     |
| 06.  | CR Flamengo          | 25  | 11 | 3   | 4   | 6  | 32:20 | +12   | 44     |
| 07.  | Sport Recife (M)     | 25  | 9  | 6   | 2   | 6  | 21:21 | 0     | 43     |
| 08.  | Cruzeiro EC          | 25  | 8  | 1   | 8   | 7  | 26:23 | + 3   | 35     |
| 09.  | Portuguesa           | 23  | 12 | 2   | 3   | 6  | 28:21 | + 7   | 43     |
| 10.  | Atlético Mineiro     | 23  | 8  | 6   | 4   | 5  | 22:22 | 0     | 40     |
| 11.  | FC São Paulo         | 23  | 9  | 4   | 4   | 6  | 21:18 | + 3   | 39     |
| 12.  | Coritiba FC          | 23  | 8  | 5   | 2   | 8  | 20:17 | + 3   | 36     |
| 13.  | Goiás EC             | 23  | 5  | 8   | 3   | 7  | 21:21 | 0     | 34     |
| 14.  | Guarani FC           | 23  | 7  | 2   | 7   | 7  | 20:22 | - 2   | 32     |
| 15.  | SC Corinthians       | 23  | 6  | 5   | 4   | 8  | 21:22 | - 1   | 32     |
| 16.  | SE Palmeiras         | 23  | 7  | 3   | 4   | 9  | 21:22 | - 1   | 31     |
| 17.  | Botafogo FR          | 23  | 7  | 3   | 4   | 9  | 17:22 | - 5   | 31     |
| 18.  | FC Santos            | 23  | 7  | 3   | 4   | 9  | 19:25 | - 6   | 31     |
| 19.  | Athletico Paranaense | 23  | 5  | 5   | 6   | 7  | 18:17 | + 1   | 31     |
| 20.  | EC Vitória           | 23  | 7  | 3   | 3   | 10 | 21:30 | - 9   | 30     |
| 21.  | Bangu AC             | 23  | 4  | 6   | 4   | 9  | 15:22 | - 7   | 28     |
| 22.  | Santa Cruz FC        | 23  | 5  | 5   | 1   | 11 | 19:28 | - 9   | 27     |
| 23.  | Criciúma EC          | 23  | 1  | 3   | 5   | 14 | 12:34 | - 22  | 14     |
| 24.  | America FC (RJ)      | 23  | 2  | 1   | 5   | 15 | 11:31 | - 20  | 13     |

| (M) | Meister des Vorjahres |

## Torschützenliste
| Pl. | Nat.        | Spieler            | Verein           | Tore    |
| --- | ----------- | ------------------ | ---------------- | ------- |
| 1   | Brasilianer | Nílson Esídio Mora | SC Internacional | 15 Tore |
| 2   | Brasilianer | Bebeto             | Flamengo         | 9 Tore  |
| 2   | Brasilianer | Zé Carlos          | Bahia            | 9 Tore  |

Liste der Fußball-Torschützenkönige Série A (Brasilien)